# Boutigny (Seine-et-Marne)
Pour les articles homonymes, voir Boutigny.
Boutigny est une commune française située dans le département de Seine-et-Marne, en région Île-de-France.

## Géographie

### Localisation

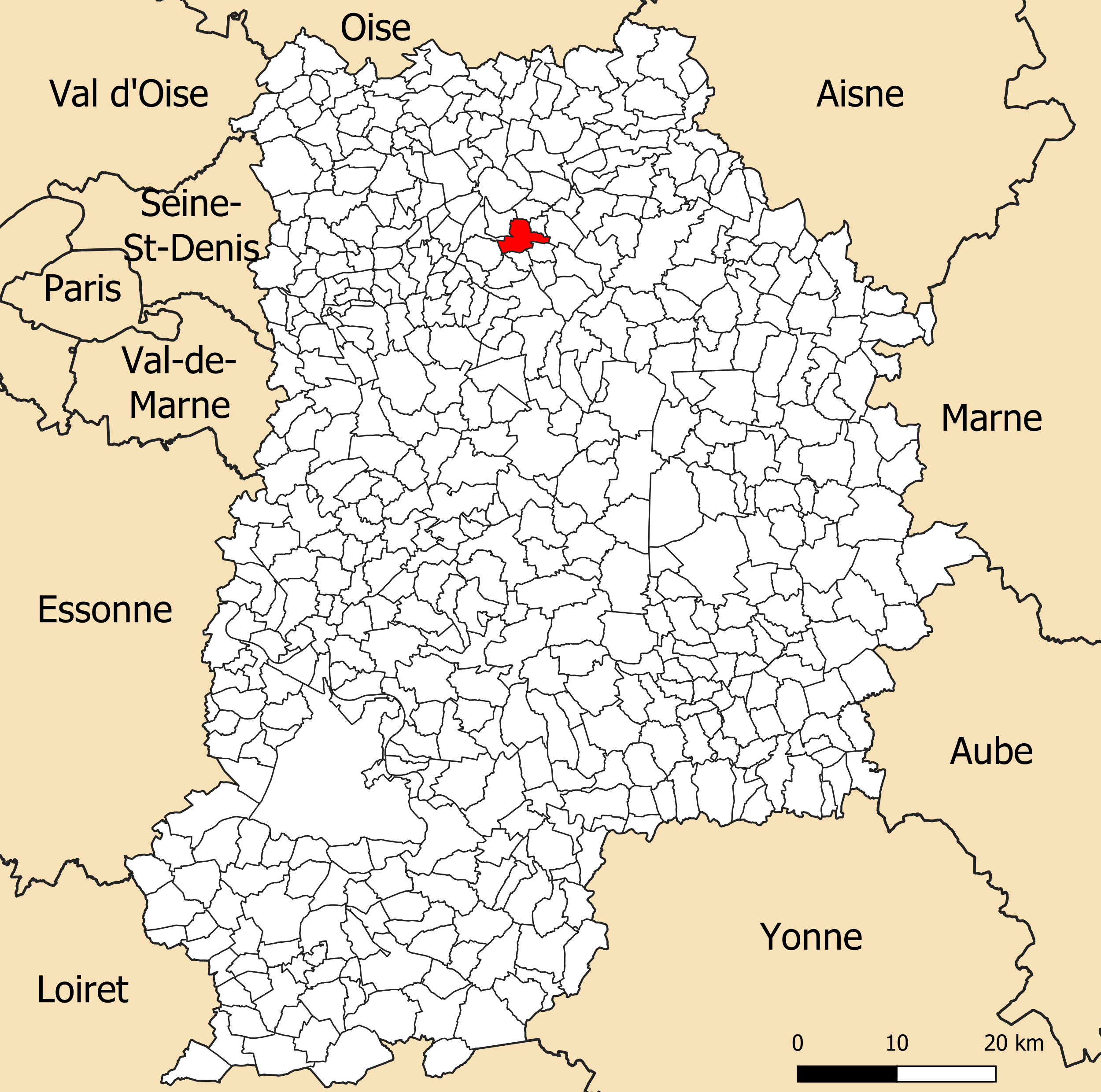
Localisation de la commune de Boutigny dans le département de Seine-et-Marne.

Le village est situé à 7,5 km au sud-est de Meaux et à 8,5 km au nord-est de Crécy-la-Chapelle.
Il est traversé par l'autoroute A4 et est aisément accessible depuis l'autoroute A410.

### Communes limitrophes
Les communes limitrophes sont  Bouleurs, Coulommes, Fublaines, Mareuil-lès-Meaux, Nanteuil-lès-Meaux, Quincy-Voisins, Saint-Fiacre, Vaucourtois et Villemareuil.

### Hydrographie

#### Réseau hydrographique

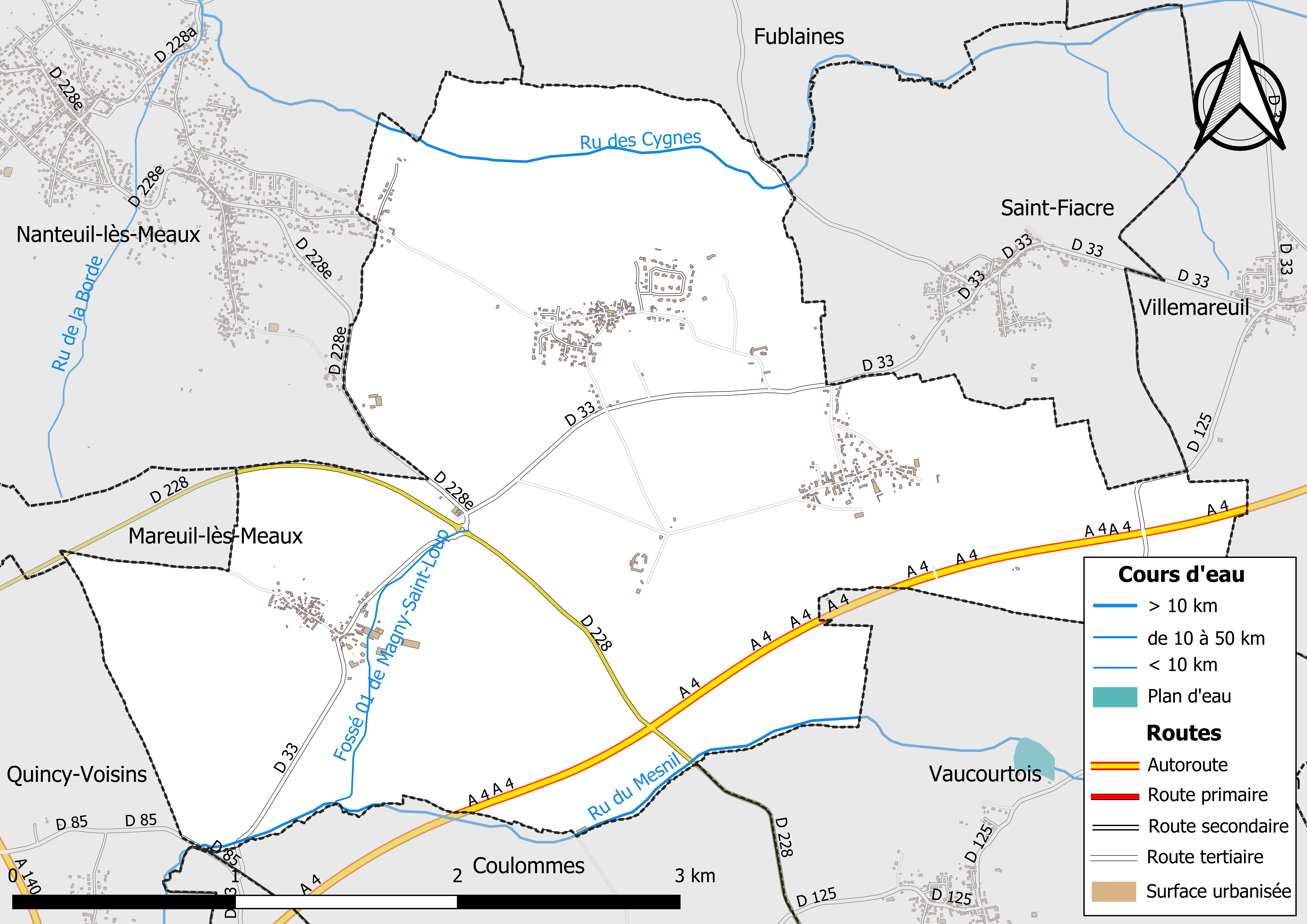
Carte des réseaux hydrographique et routier de Boutigny.

Le réseau hydrographique de la commune se compose de trois cours d'eau référencés :
- le ru des Cygnes, long de 9,72 km[1], au nord de la commune ;
- le ru du Mesnil, 9,40 km[2], affluent du Grand Morin, en bordure sud de la commune[3] ;
  - le fossé 01 de Magny-Saint-Loup, 1,56 km[4], qui conflue avec le ru du Mesnil.

Par ailleurs, son territoire est également traversé par l'aqueduc de la Dhuis.
La longueur totale des cours d'eau sur la commune est de 6,94 km.

#### Gestion des cours d'eau
Afin d’atteindre le bon état des eaux imposé par la Directive-cadre sur l'eau du 23 octobre 2000, plusieurs outils de gestion intégrée s’articulent à différentes échelles : le SDAGE, à l’échelle du bassin hydrographique, et le SAGE, à l’échelle locale. Ce dernier fixe les objectifs généraux d’utilisation, de mise en valeur et de protection quantitative et qualitative des ressources en eau superficielle et souterraine. Le département de Seine-et-Marne est couvert par six SAGE, au sein du bassin Seine-Normandie.
La commune fait partie du SAGE « Petit et Grand Morin », approuvé le 21 octobre 2016. Le territoire de ce SAGE comprend les bassins du Petit Morin (630 km2) et du Grand Morin (1 185 km2). Le pilotage et l’animation du SAGE sont assurés par le syndicat Mixte d'Aménagement et de Gestion des Eaux (SMAGE) des 2 Morin, qualifié de « structure porteuse ».

### Géologie et relief
L'altitude de la commune varie de 60 mètres à 171 mètres pour le point le plus haut, le centre du bourg se situant à environ 137 mètres d'altitude (mairie). Elle est classée en zone de sismicité 1, correspondant à une sismicité très faible.

### Climat
Pour des articles plus généraux, voir Climat de l'Île-de-France et Climat de Seine-et-Marne.
En 2010, le climat de la commune est de type climat océanique dégradé des plaines du Centre et du Nord, selon une étude du CNRS s'appuyant sur une série de données couvrant la période 1971-2000. En 2020, Météo-France publie une typologie des climats de la France métropolitaine dans laquelle la commune est exposée à un climat océanique altéré et est dans la région climatique Nord-est du bassin Parisien, caractérisée par un ensoleillement médiocre, une pluviométrie moyenne régulièrement répartie au cours de l’année et un hiver froid (3 °C).
Pour la période 1971-2000, la température annuelle moyenne est de 11,2 °C, avec une amplitude thermique annuelle de 14,3 °C. Le cumul annuel moyen de précipitations est de 723 mm, avec 11,3 jours de précipitations en janvier et 8,3 jours en juillet. Pour la période 1991-2020, la température moyenne annuelle observée sur la station météorologique la plus proche, située sur la commune de Changis-sur-Marne à 8 km à vol d'oiseau, est de 11,9 °C et le cumul annuel moyen de précipitations est de 710,1 mm,. Pour l'avenir, les paramètres climatiques de la commune estimés pour 2050 selon différents scénarios d'émission de gaz à effet de serre sont consultables sur un site dédié publié par Météo-France en novembre 2022.

### Milieux naturels et biodiversité
Aucun espace naturel présentant un intérêt patrimonial n'est recensé sur la commune dans l'inventaire national du patrimoine naturel,,.

## Urbanisme

### Typologie
Au 1er janvier 2024, Boutigny est catégorisée ceinture urbaine, selon la nouvelle grille communale de densité à sept niveaux définie par l'Insee en 2022.
Elle est située hors unité urbaine. Par ailleurs la commune fait partie de l'aire d'attraction de Paris, dont elle est une commune de la couronne,. Cette aire regroupe 1 929 communes,.

### Occupation des sols
L'occupation des sols de la commune, telle qu'elle ressort de la base de données européenne d’occupation biophysique des sols Corine Land Cover (CLC), est marquée par l'importance des territoires agricoles (74,8 % en 2018), une proportion identique à celle de 1990 (74,8 %). La répartition détaillée en 2018 est la suivante : 
terres arables (61% ), forêts (14,4% ), prairies (11,2% ), zones urbanisées (5,6% ), espaces verts artificialisés, non agricoles (5,2% ), zones agricoles hétérogènes (2,5 %).
Parallèlement, L'Institut Paris Région, agence d'urbanisme de la région Île-de-France, a mis en place un inventaire numérique de l'occupation du sol de l'Île-de-France, dénommé le MOS (Mode d'occupation du sol), actualisé régulièrement depuis sa première édition en 1982. Réalisé à partir de photos aériennes, le Mos distingue les espaces naturels, agricoles et forestiers mais aussi les espaces urbains (habitat, infrastructures, équipements, activités économiques, etc.) selon une classification pouvant aller jusqu'à 81 postes, différente de celle de Corine Land Cover,,. L'Institut met également à disposition des outils permettant de visualiser par photo aérienne l'évolution de l'occupation des sols de la commune entre 1949 et 2018.

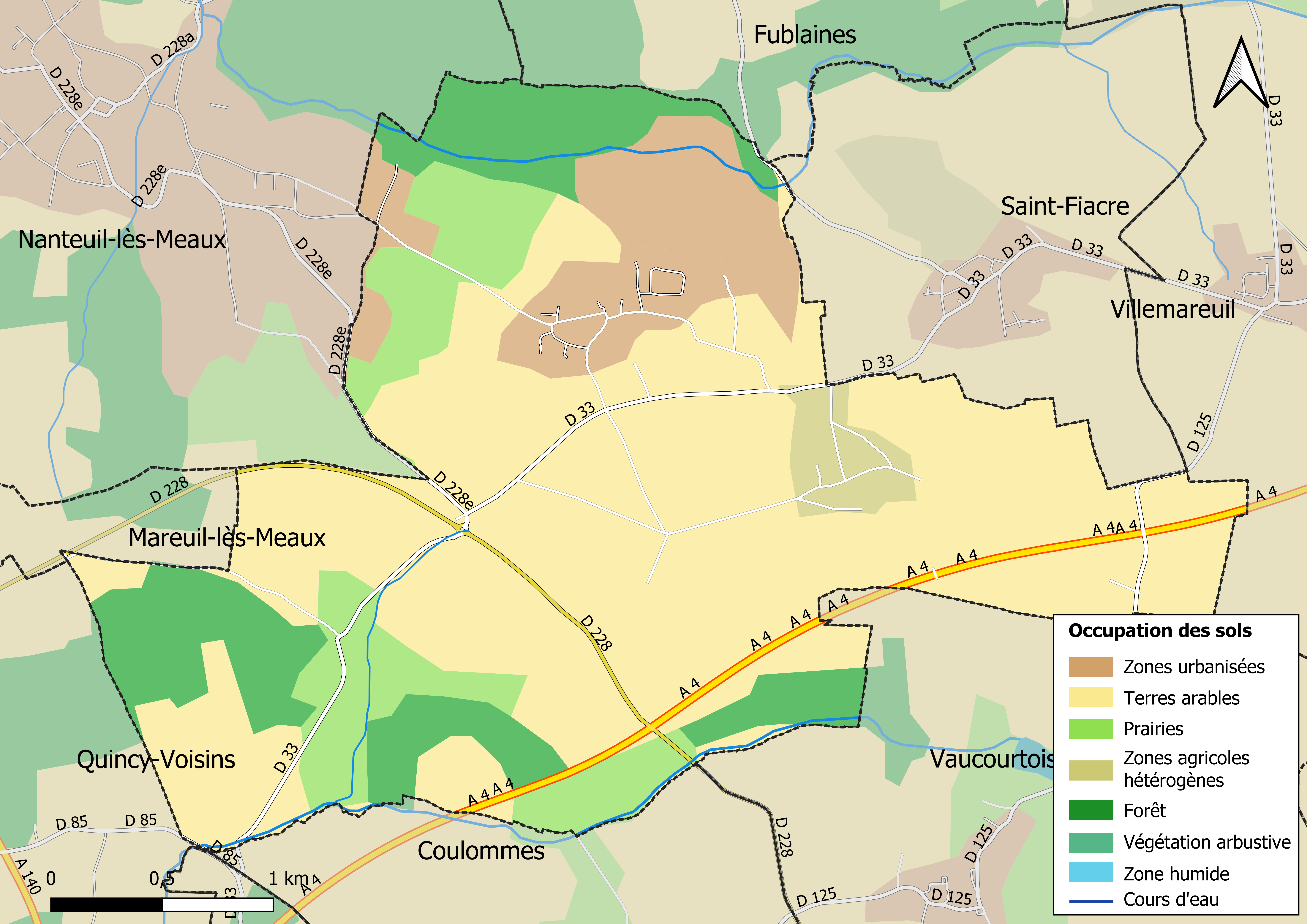
Carte des infrastructures et de l'occupation des sols en 2018 (CLC) de la commune.
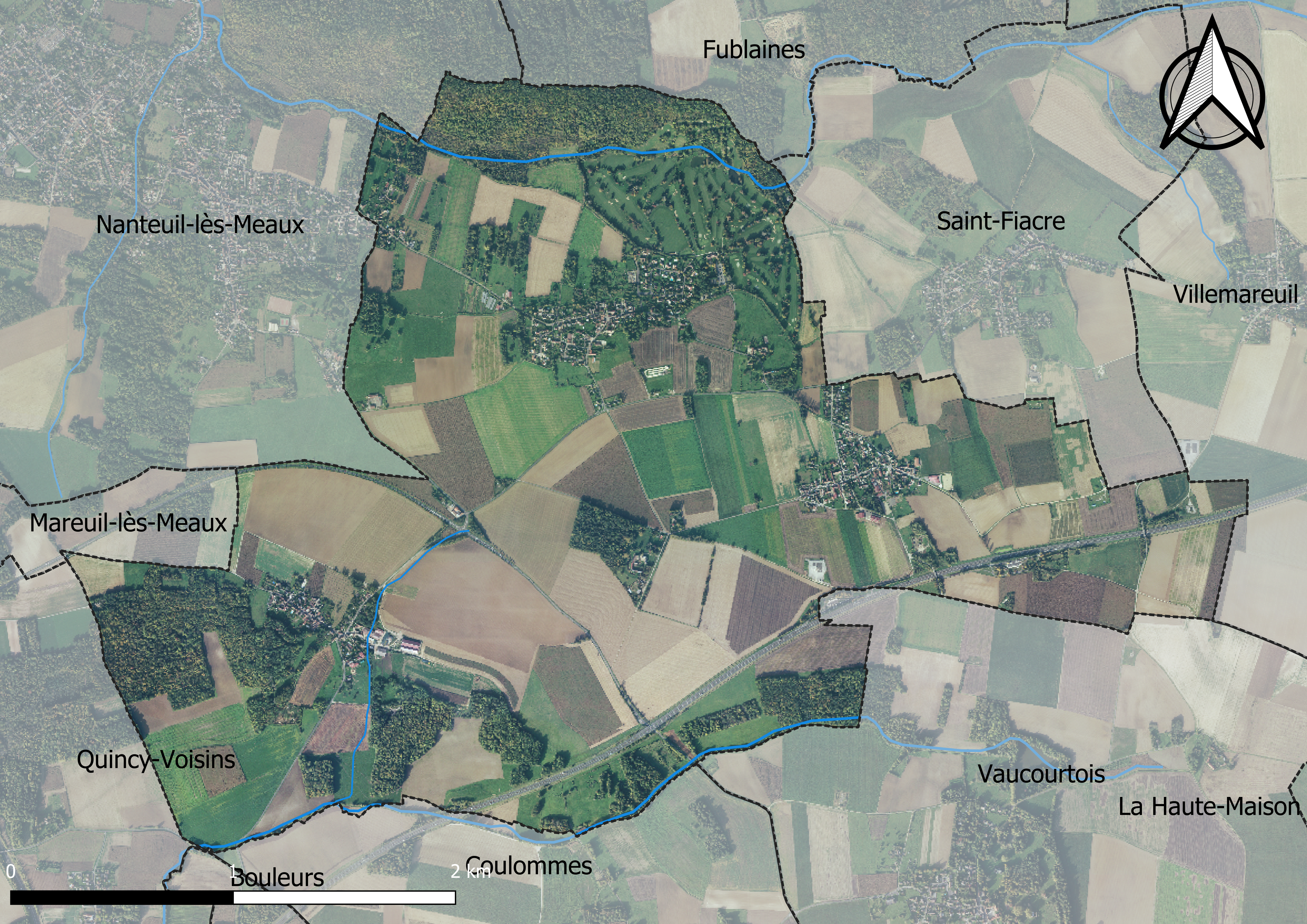
Carte orhophotogrammétrique de la commune.

### Lieux-dits, hameaux et écarts
La commune compte 100 lieux-dits administratifs répertoriés consultables ici (source : le fichier Fantoir) dont Magny, Prévilliers, Bélou (château).

### Planification de l'aménagement
La commune disposait en 2019 d'un plan local d'urbanisme approuvé. Le zonage réglementaire et le règlement associé peuvent être consultés sur le géoportail de l'urbanisme.

### Habitat et logement
En 2018, le nombre total de logements dans la commune était de 376, alors qu'il était de 350 en 2013 et de 325 en 2008.
Parmi ces logements, 91 % étaient des résidences principales, 2,9 % des résidences secondaires et 6,1 % des logements vacants. Ces logements étaient pour 94,9 % d'entre eux des maisons individuelles et pour 2,9 % des appartements.
Le tableau ci-dessous présente la typologie des logements à Boutigny en 2018 en comparaison avec celle de Seine-et-Marne et de la France entière. Une caractéristique marquante du parc de logements est ainsi une proportion de résidences secondaires et logements occasionnels (2,9 %) comparable à celle du département (2,9 %) mais inférieure à celle de la France entière (9,7 %). Concernant le statut d'occupation de ces logements, 86 % des habitants de la commune sont propriétaires de leur logement (87,2 % en 2013), contre 61,8 % pour la Seine-et-Marne et 57,5 % pour la France entière.
| Typologie                                               | Boutigny | Seine-et-Marne | France entière |
| ------------------------------------------------------- | -------- | -------------- | -------------- |
| Résidences principales (en %)                           | 91       | 90,3           | 82,1           |
| Résidences secondaires et logements occasionnels (en %) | 2,9      | 2,9            | 9,7            |
| Logements vacants (en %)                                | 6,1      | 6,8            | 8,2            |

### Voies de communication et transports
Le sentier de grande randonnée GR1 longe la limite ouest de la commune et se prolonge à Mareuil-lès-Meaux au nord et Bouleurs au sud.
La commune est desservie par la ligne d’autocar ;
- No 21 (Fublaines – Meaux) du réseau de bus Meaux et Ourcq ;
- No 03B (Coulommiers – Meaux) du réseau de bus brie et 2 Morin.

### Énergie
Un méthaniseur est implanté à Boutigny en septembre 2019 et produit du biométhane à partir de résidus de cultures intermédiaires et d'effluents d’élevage.

## Toponymie
Le nom de la localité est mentionné sous les formes Locus Boteniacus en 1005 ; Butigniacum en 1209 ; Boteni en 1218 et en 1227 ; Bautegni en 1249 ; Boutegni en 1268 ; Boutegniacum en 1273 ; Bouteiny en 1276 ; Bouteny lez Saint Fiacre en 1394,.

## Histoire

### Moyen Âge
Sous le mandat de Saint-Gilbert, évêque de Meaux, vers 1005, la paroisse de Boutigny appartient au chapitre des évêques du diocèse . Par la suite (1289), l’église de Fublaines, jusqu’ici rattachée à Boutigny devient une paroisse indépendante.

### Temps modernes
La seigneurie de Boutigny est jusqu'à la Révolution entre les mains de la famille Belou.[réf. nécessaire]

### Époque contemporaine
En 1836, plusieurs ecarts dépendent de la commune : Le Bordet, Previlliers, Boudry, Bellon, Magny, Saint-Loup — où se trouvait une chapelle, prieuré dont le saint jouissait d’une grande confiance pour guérir les enfants du « mal caduc » (épilepsie) — Vincelles avec sa chapelle Notre-Dame et son moulin.
Sœur Gibou (qui portait le nom de Bacoë en 1210) était un autre hameau de la commune, nom donné en l'honneur d’une des premières religieuses qui fondèrent un hôpital en ce lieu, réuni au grand Hôtel-Dieu de Meaux en 1696.

## Politique et administration

### Rattachements administratifs et électoraux

#### Rattachements administratifs
La commune se trouve dans l'arrondissement de Meaux du département de la Seine-et-Marne.
Elle faisait partie depuis 1793 du canton de Crécy-la-Chapelle. Dans le cadre du redécoupage cantonal de 2014 en France, cette circonscription administrative territoriale a disparu, et le canton n'est plus qu'une circonscription électorale.

#### Rattachements électoraux
Pour les élections départementales, la commune fait partie depuis 2014 du canton de Serris
Pour l'élection des députés, elle fait partie de la cinquième circonscription de Seine-et-Marne.

### Intercommunalité
Boutigny était membre depuis 2001  de la communauté de communes du Pays Créçois, un établissement public de coopération intercommunale (EPCI) à fiscalité propre créé fin 2000 et auquel la commune avait transféré un certain nombre de ses compétences, dans les conditions déterminées par le code général des collectivités territoriales.
Cette intercommunalité est dissoute le 1er janvier 2020, et certaines de ses communes, dont Boutigny, rejoignent alors  la communauté d'agglomération Pays de Meaux.

### Tendances politiques et résultats
Au premier tour de l'élection présidentielle de 2017, les quatre premiers candidats sont François Fillon (31,02 % cdes suffrrages exprimés), Emmanuel Macron (22,11 %), Marine Le Pen (21,95 %) et Jean-Luc Mélenchon (12,21 %). Au second tour, le candidat élu Emmanuel Macron obtient 334 voix (65,36 %) et Marine Le Pen 177 voix (34,64 %). Lors de ce scrutin, 19,45 % des électeurs se sont abstenus.
Au premier tour de l'élection présidentielle de 2022, les quatre premiers candidats sont Emmanuel Macron (35,36 % des suffrages exprimés), Marine Le Pen (23,74 %), Éric Zemmour (10,57 %) et Valérie Pécresse (9,36 %). 
Au second tour, le candidat élu Emmanuel Macron obtient 304 voix (57,69 %) et Marine Le Pen 223 voix (42,31 %). Lors de ce scrutin, 22,39 % des électeurs se sont abstenus.

### Liste des maires
| Période                                  | Période                    | Identité                   | Étiquette | Qualité           |
| ---------------------------------------- | -------------------------- | -------------------------- | --------- | ----------------- |
| Les données manquantes sont à compléter. |                            |                            |           |                   |
|                                          |                            |                            |           |                   |
| mars 1989                                | mai 2020                   | Jacques Paultre de Lamotte |           | fonctionnaire     |
| mai 2020                                 | En cours (au 16 juin 2023) | Marc Robin                 |           | Chef d'entreprise |

## Équipements et services

### Eau et assainissement
L’organisation de la distribution de l’eau potable, de la collecte et du traitement des eaux usées et pluviales relève des communes. La loi NOTRe de 2015 a accru le rôle des EPCI à fiscalité propre en leur transférant cette compétence. Ce transfert devait en principe être effectif au 1er janvier 2020, mais la loi Ferrand-Fesneau du 3 août 2018 a introduit la possibilité d’un report de ce transfert au 1er janvier 2026,.

#### Assainissement des eaux usées
En 2020, la gestion du service d'assainissement collectif de la commune de Boutigny est assurée par le SMAAEP de Crécy_Boutigny et Environs pour la collecte, le transport et la dépollution. Ce service est géré en délégation par une entreprise privée, dont le contrat arrive à échéance le 31 décembre 2024,,.
L’assainissement non collectif (ANC) désigne les installations individuelles de traitement des eaux domestiques qui ne sont pas desservies par un réseau public de collecte des eaux usées et qui doivent en conséquence traiter elles-mêmes leurs eaux usées avant de les rejeter dans le milieu naturel. Le SMAAEP de Crécy_Boutigny et Environs assure pour le compte de la commune le service public d'assainissement non collectif (SPANC), qui a pour mission de vérifier la bonne exécution des travaux de réalisation et de réhabilitation, ainsi que le bon fonctionnement et l’entretien des installations,,.

#### Eau potable
En 2020, l'alimentation en eau potable est assurée par le SMAAEP de Crécy_Boutigny et Environs qui en a délégué la gestion à la SAUR, dont le contrat expire le 31 décembre 2024,,.
Les nappes de Beauce et du Champigny sont classées en zone de répartition des eaux (ZRE), signifiant un déséquilibre entre les besoins en eau et la ressource disponible. Le changement climatique est susceptible d’aggraver ce déséquilibre. Ainsi afin de renforcer la garantie d’une distribution d’une eau de qualité en permanence sur le territoire du département, le troisième Plan départemental de l’eau signé, le 3 octobre 2017, contient un plan d’actions afin d’assurer avec priorisation la sécurisation de l’alimentation en eau potable des Seine-et-Marnais. A cette fin a été préparé et publié en décembre 2020 un schéma départemental d’alimentation en eau potable de secours dans lequel huit secteurs prioritaires sont définis. La commune fait partie du secteur Meaux.

## Population et société

### Démographie
L'évolution du nombre d'habitants est connue à travers les recensements de la population effectués dans la commune depuis 1793. Pour les communes de moins de 10 000 habitants, une enquête de recensement portant sur toute la population est réalisée tous les cinq ans, les populations de référence des années intermédiaires étant quant à elles estimées par interpolation ou extrapolation. Pour la commune, le premier recensement exhaustif entrant dans le cadre du nouveau dispositif a été réalisé en 2008.

En 2022, la commune comptait 850 habitants, en évolution de −2,3 % par rapport à 2016 (Seine-et-Marne : +3,92 %, France hors Mayotte : +2,11 %).
| 1793 | 1800 | 1806 | 1821 | 1831 | 1836 | 1841 | 1846 | 1851 |
| ---- | ---- | ---- | ---- | ---- | ---- | ---- | ---- | ---- |
| 709  | 757  | 742  | 877  | 843  | 807  | 786  | 773  | 742  |

| 1856 | 1861 | 1866 | 1872 | 1876 | 1881 | 1886 | 1891 | 1896 |
| ---- | ---- | ---- | ---- | ---- | ---- | ---- | ---- | ---- |
| 680  | 668  | 622  | 638  | 613  | 580  | 554  | 517  | 512  |

| 1901 | 1906 | 1911 | 1921 | 1926 | 1931 | 1936 | 1946 | 1954 |
| ---- | ---- | ---- | ---- | ---- | ---- | ---- | ---- | ---- |
| 475  | 444  | 421  | 370  | 358  | 341  | 301  | 303  | 289  |

| 1962 | 1968 | 1975 | 1982 | 1990 | 1999 | 2006 | 2008 | 2013 |
| ---- | ---- | ---- | ---- | ---- | ---- | ---- | ---- | ---- |
| 295  | 330  | 435  | 559  | 623  | 803  | 837  | 847  | 877  |

| 2018 | 2022 | - | - | - | - | - | - | - |
| ---- | ---- | - | - | - | - | - | - | - |
| 854  | 850  | - | - | - | - | - | - | - |

### Manifestations culturelles et festivités
- Fête communale de la Saint-Médard tous les 2e dimanche de juin.

### Sports et loisirs
- Golf de Meaux-Boutigny.
- Boutigny Bicross Club.

## Économie
- Exploitations agricoles.
- Exploitation pétrolière[62].

### Revenus de la population et fiscalité
En 2018, le nombre de ménages fiscaux de la commune était de 321, représentant 851 personnes et la  médiane du revenu disponible par unité de consommation  de 28 890 euros.

### Emploi
En 2018 , le nombre total d’emplois dans la zone était de 116, occupant 428 actifs  résidants.
Le taux d'activité de la population (actifs ayant un emploi) âgée de 15 à 64 ans s'élevait à 74,2 % contre un taux de chômage de 6,9 %.
Les 18,9 % d’inactifs se répartissent de la façon suivante : 8,3 % d’étudiants et stagiaires non rémunérés, 6,5 % de retraités ou préretraités et 4,1 % pour les autres inactifs.

#### Entreprises et commerces
En 2019, le nombre d’unités légales et d’établissements (activités marchandes hors agriculture) par secteur d'activité était de 68 dont 5 dans l’industrie manufacturière, industries extractives et autres, 10 dans la construction, 20 dans le commerce de gros et de détail, transports, hébergement et restauration, 5 dans l’Information et communication, 4 dans les activités financières et d'assurance, 2 dans les activités immobilières, 13 dans les activités spécialisées, scientifiques et techniques et activités de services administratifs et de soutien, 2 dans l’administration publique, enseignement, santé humaine et action sociale et 7  étaient relatifs aux autres activités de services.
En 2020, 17 entreprises ont été créées sur le territoire de la commune, dont 13 individuelles.
Au 1er janvier 2021, la commune ne disposait pas d’hôtel et de terrain de camping.

### Secteurs d'activité

#### Agriculture
Boutigny est dans la petite région agricole dénommée la « Brie laitière » (anciennement Brie des étangs), une partie de la Brie à l'est de Coulommiers. En 2010, l'orientation technico-économique de l'agriculture sur la commune est la culture de céréales et d'oléoprotéagineux (COP).
Si la productivité agricole de la Seine-et-Marne se situe dans le peloton de tête des départements français, le département enregistre un double phénomène de disparition des terres cultivables (près de 2 000 ha par an dans les années 1980, moins dans les années 2000) et de réduction d'environ 30 % du nombre d'agriculteurs dans les années 2010. Cette tendance se retrouve au niveau de la commune où le nombre d’exploitations est passé de 12 en 1988 à 8 en 2010. Parallèlement, la taille de ces exploitations augmente, passant de 59 ha en 1988 à 121 ha en 2010.
Le tableau ci-dessous présente les principales caractéristiques des exploitations agricoles de Boutigny, observées sur une période de 22 ans : 
|                                      | 1988 | 2000 | 2010 |
| ------------------------------------ | ---- | ---- | ---- |
| Dimension économique,                |      |      |      |
| Nombre d’exploitations (u)           | 12   | 7    | 8    |
| Travail (UTA)                        | 17   | 12   | 15   |
| Surface agricole utilisée (ha)       | 710  | 762  | 964  |
| Cultures                             |      |      |      |
| Terres labourables (ha)              | 616  | 707  | 929  |
| Céréales (ha)                        | 431  | 451  | 618  |
| dont blé tendre (ha)                 | 253  | 290  | 381  |
| dont maïs-grain et maïs-semence (ha) | 139  | 148  | 189  |
| Tournesol (ha)                       | 11   |      |      |
| Colza et navette (ha)                | 19   | s    | s    |
| Élevage                              |      |      |      |
| Cheptel (UGBTA)                      | 179  | 328  | 277  |

## Culture locale et patrimoine

### Lieux et monuments
- L'église Saint-Médard, XVe et XIXe siècles, contient plusieurs éléments (autel, retable, statues) classés au titre d'objet[70].
- L'ancien château de Magny-Saint-Loup (ruines).

Il a inspiré Jean de La Fontaine qui y aurait écrit le Renard et la Cigogne.
- La chapelle Saint-Loup à Magny-Saint-Loup : du type clocher-mur, elle fut construite en 1910 sur les restes d'une ancienne chapelle du XIIIe siècle[71].
- Le château de Bélou, XVIIe et XVIIIe siècles,  Inscrit MH (1992, Façades et toitures du château ; façades et toitures des communs ; colombier ; mur d'enceinte avec son pavillon d'angle polygonal ; fabrique en forme de colonne)[72].

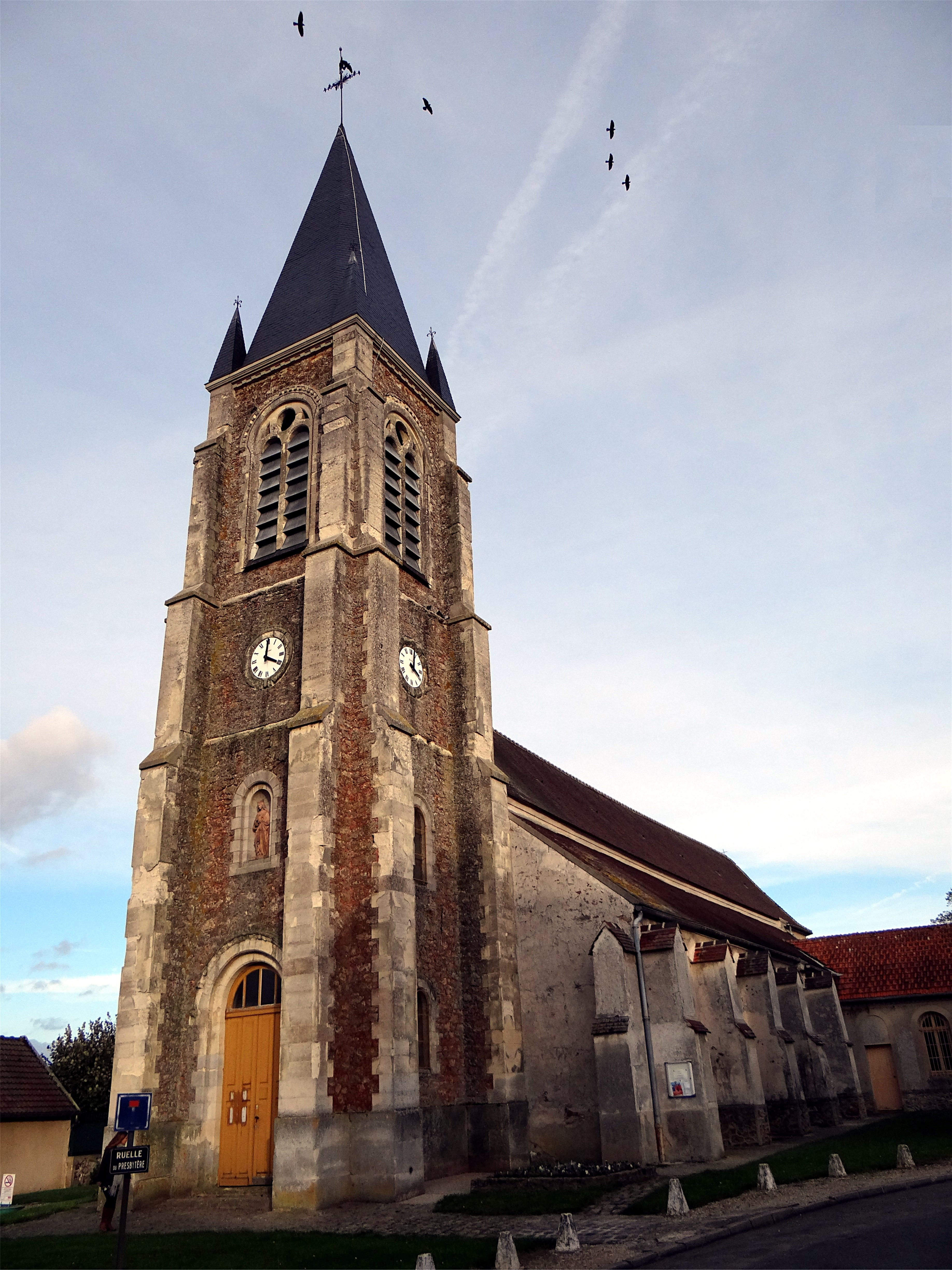
L'église Saint-Médard.
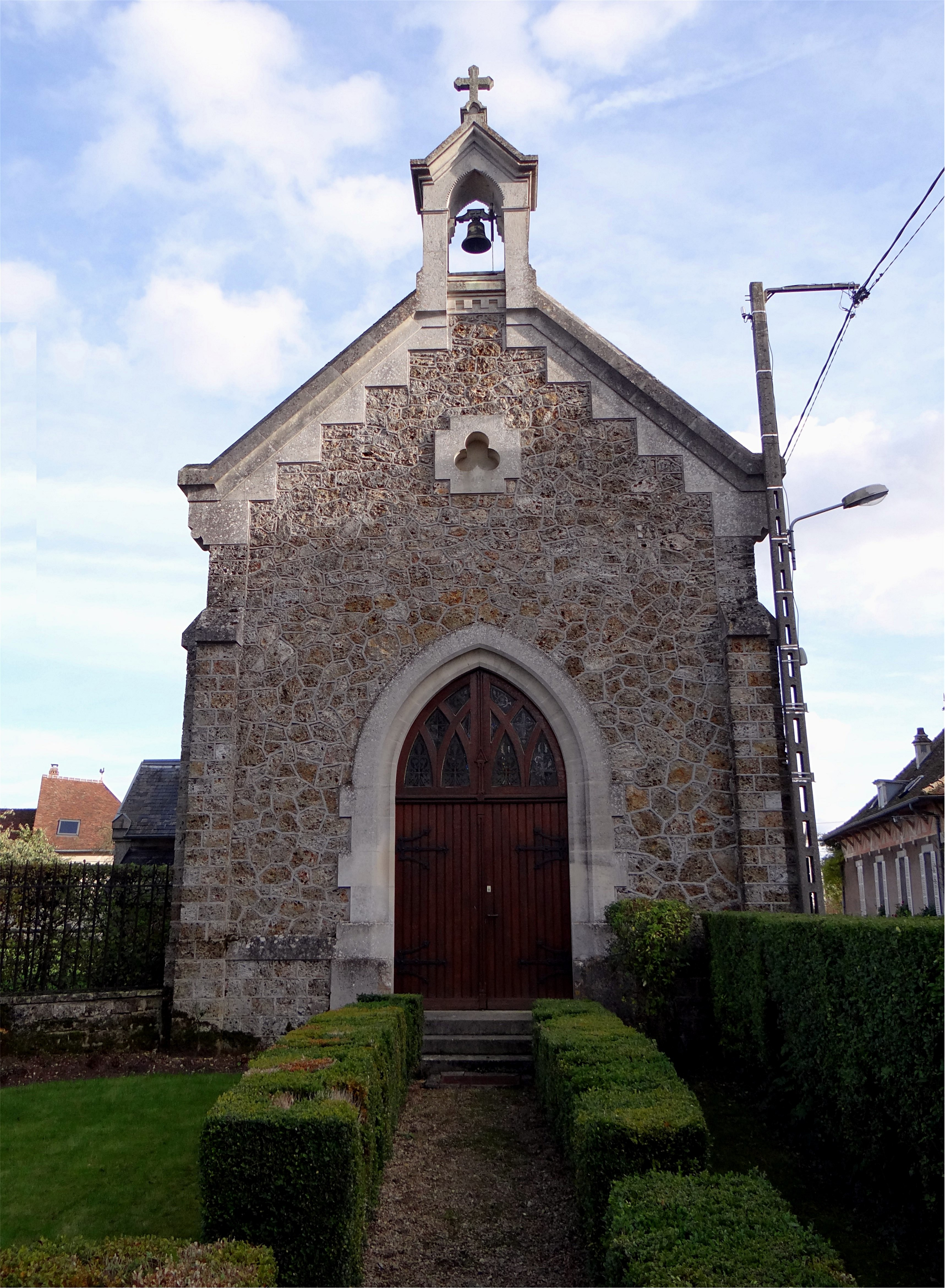
La chapelle Saint-Loup (Magny-Saint-Loup).
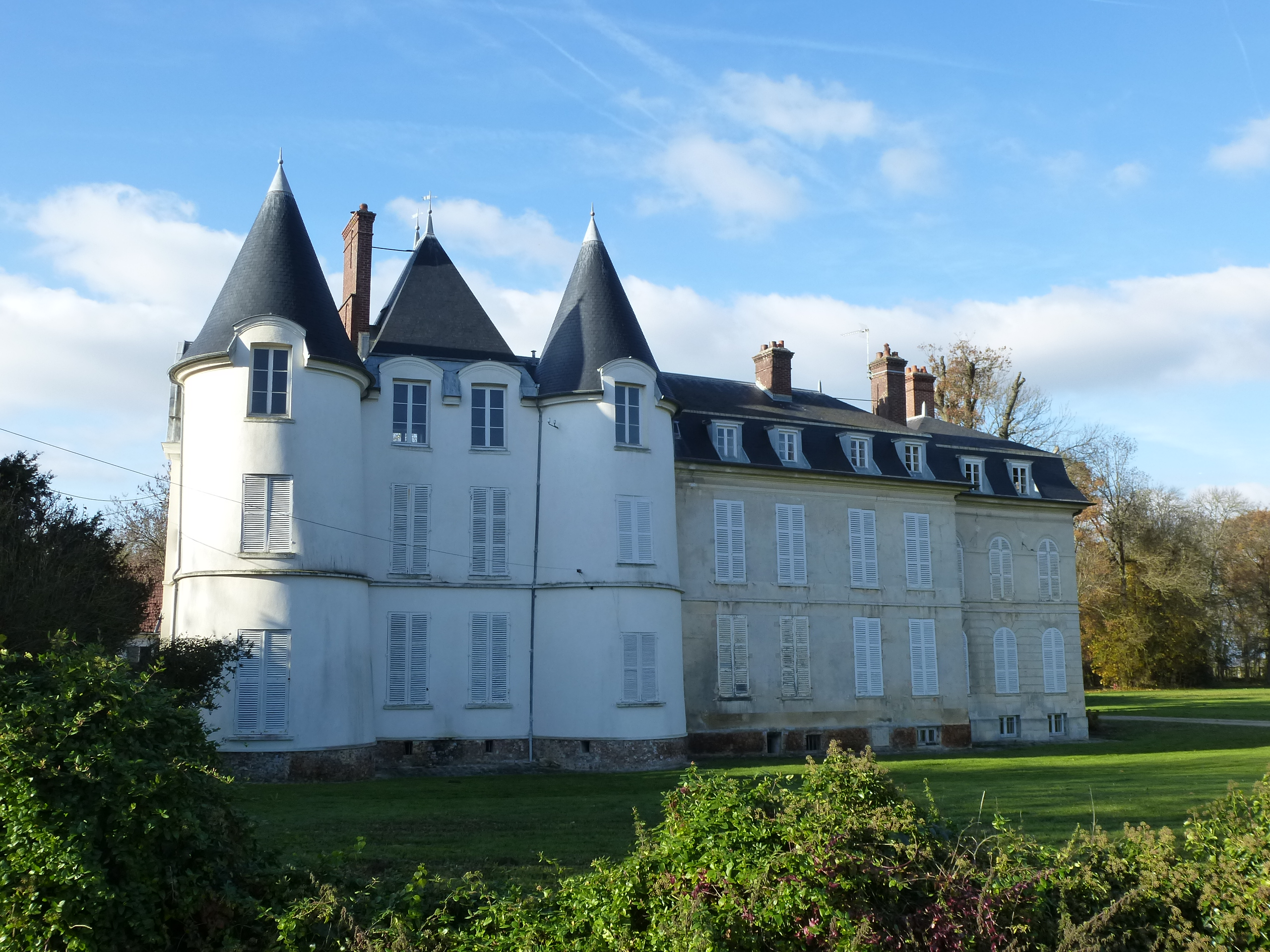
Le château de Bélou.
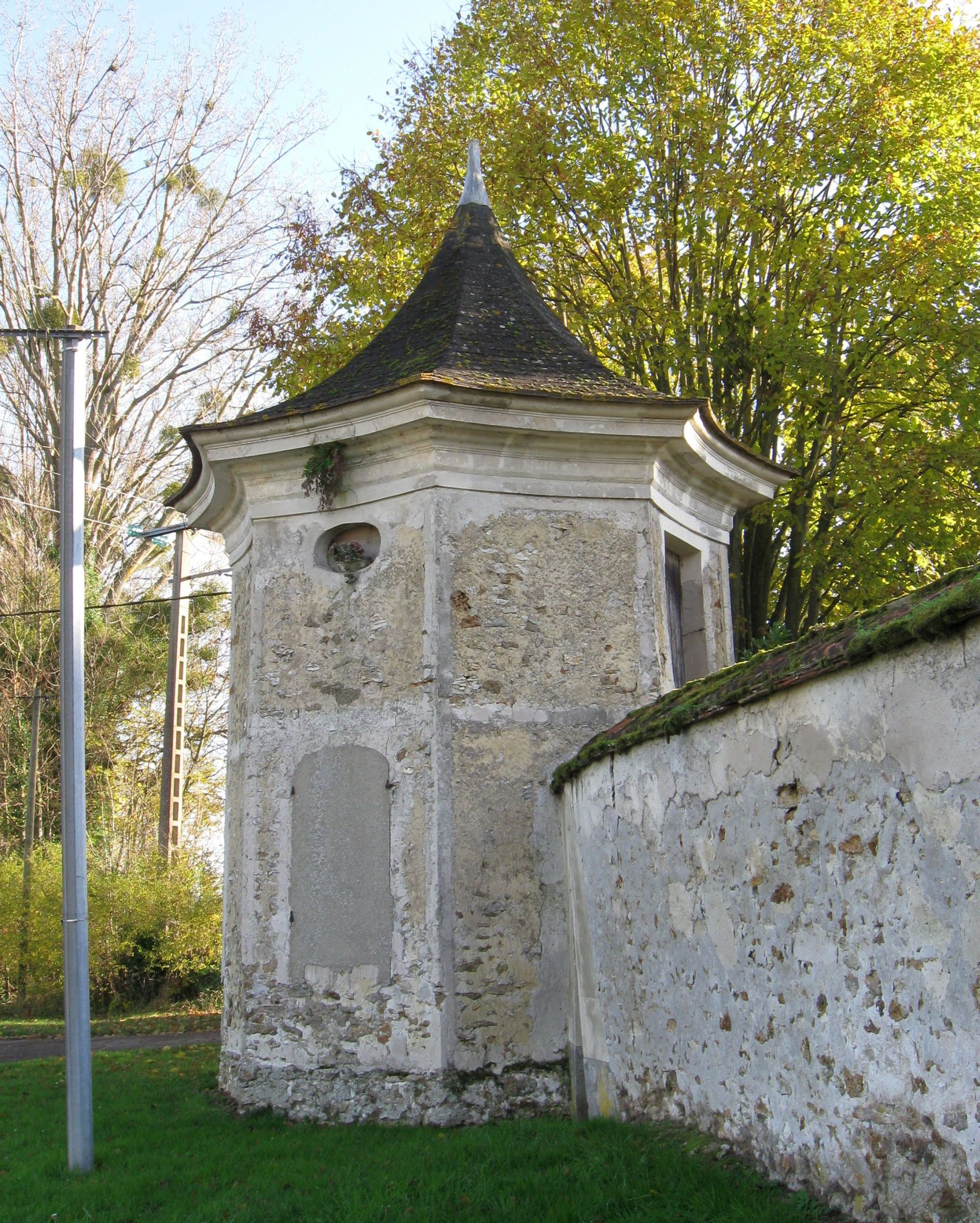
Pavillon (château de Bélou).

### Personnalités liées à la commune
- Clair Négrobard, Appolinaire André Eniona, Frédéric Joseph Philibert et Maurille Ernest Himmer, soldats français d’origine martiniquaise du Régiment d’infanterie alpine et du Régiment d’infanterie coloniale, fusillés le 15 juin 1940 par l'armée allemande  parce que Noirs, lors de la Bataille de France. 
Leurs corps reposent à la nécropole nationale de Fleury-les-Aubrais et une stèle en leur mémoire a été inaugurée par la municipalité en juin 2023[73]. Quatre « arbres du souvenir » ont été également plantés en leur honneur en 2019 près du rond-point du lieu-dit « La Cantine »[74],[75].